# Біле (Кизилжарський район)
Бі́ле (каз. Белое) — село у складі Кизилжарського району Північноказахстанської області Казахстану. Входить до складу Рощинського сільського округу, раніше входило до складу Світлопольського сільського округу.
Населення — 924 особи (2021; 866 у 2009, 918 у 1999, 1043 у 1989).
Національний склад станом на 1989 рік:
- росіяни — 66 %.